# Takumi-kun
Takumi-kun (jap. タクミくんシリーズ Takumi-kun shirīzu) ist eine japanische Romanreihe von Shinobu Gotoh, die von 1992 bis 2014 erschienen ist. Die Romane wurden als Manga und in mehreren Filmen adaptiert. Die Geschichte ist ins Genre Boys Love einzuordnen und erzählt vom Oberschüler Takumi Hayama, seine Beziehung zu einem seiner Mitschüler sowie weitere Liebesgeschichten am Jungen-Internat, in dem die beiden leben.

## Inhalt
Die Shidou-Akademie wird vor allem von den Söhnen reicher und einflussreicher Familien besucht. An die reine Jungen-Schule mit Internat in den Bergen geht aber auch der zurückgezogene Takumi Hayama (葉山 託生). Er wird von seinen Mitschülern als abweisend und kühl wahrgenommen. Doch hat er vor allem Angst vor zu viel menschlicher Nähe, Berührungen anderer bereiten ihm körperliches Unbehagen. So ist er auch häufiger krank. Nur seinem Zimmergenossen Toshihisa Katakura (片倉 利久) kann Takumi sich etwas öffnen und ihm vertrauen. Im zweiten Jahr kommt Takumi dann mit dem allseits beliebten und geachteten Giichi Saki (崎 義一) in ein Zimmer – einer der wenigen, der Takumi auch bisher respektiert hat und der heimlich in ihn verliebt ist. Doch der mädchenhaft-hübsche Izumi Takabayashi ist in Saki verliebt und wiegelt in Eifersucht andere Schüler gegen Takumi auf. Der wird schließlich zusammengeschlagen, wonach Saki ihm zu Hilfe eilt und dabei seine Liebe gesteht. So werden die beiden schließlich ein Paar.
Mit der neuen Beziehung sind Takumis Berührungsängste noch nicht überwunden. Und mit Sakis altem Freund Shōzō Akaike (赤池 章三) muss Takumi auch erst warm werden. Der trägt es Takumi immer noch nach, die Gefühle von Gie, wie er von engen Freunden genannt wird, zunächst nicht ernst genommen zu haben. Langsam gelingt es Takumi, seine Berührungsängste zumindest gegenüber Gie hinter sich zu lassen. Schließlich spricht er sich mit seinem Liebhaber über die Ursache seiner Ängste aus: Sein älterer Bruder, der anders als seine Eltern sehr fürsorglich zu Takumi war, hatte ihn als Kind sexuell missbraucht. Als die Eltern sie dabei erwischten, schob er die Schuld zunächst erfolgreich auf Takumi. Als die Eltern nach einem weiteren Übergriff die Wahrheit erkannten, kam Takumis Bruder in eine Psychiatrie und sein Zustand verschlechterte sich immer weiter, bis er an Unterkühlung und einer Lungenentzündung starb, nachdem er nachts durch den Wald gelaufen war. Der Verlust des Vertrauens in seine Eltern und die widersprüchlichen Gefühle gegenüber seinem Bruder haben Takumi nicht mehr losgelassen. Nun, durch die Beziehung zu Gie, kann er das Grab seines Bruders besuchen und die Vergangenheit hinter sich lassen.
Gemeinsam erleben Takumi und Gie die nächsten beiden Jahre an der Shidou-Akademie, an der sie nicht nur einander besser kennenlernen, sondern auch in einige Liebesgeschichten ihrer Mitschüler verwickelt werden. Gie kann Takumi dazu motivieren, wieder Violine zu spielen, und Akaike wird Takumi ein Freund und Verbündeter, wenn es darum geht, Gie besser zu verstehen. Die beiden müssen ihre Beziehung geheim halten, da solche an der Schule verboten sind. Zwar ist ihnen das Glück, gemeinsam in einem Zimmer untergebracht zu sein, eine große Hilfe, doch Gerüchte gehen dennoch herum. Und auch von der Liebe anderer Schüler erfahren sie und mischen sich manchmal auch ein. Takabayashi ist inzwischen mit Yoshizawa zusammen, der sich nicht so leicht von ihm beeinflussen lässt wie viele von Takabayashis Verehrern. Der Erstklässler Kanemitsu Shingyouji ist in Arata Misu unglücklich verliebt, der sich nur auf eine Sex-Beziehung einlässt. Im nächsten Jahr ist Takumi dann nicht mehr mit Gie, sondern mit Misu in einem Zimmer. Gie ist Stockwerkssprecher und ist plötzlich sehr distanziert zu allen, sogar Takumi gegenüber, dem das sehr zu schaffen macht. Er will die ihm wertvollen Menschen schützen, denn viele neue Erstklässler stammen aus einflussreichen Familien und haben es auf einen guten Kontakt mit Gie abgesehen. Erst mit der Zeit können sich mit der neuen Situation arrangieren. Schließlich kann mit Takumis und Gies Eimischung auch Misu zu seinen Gefühlen für Shingyouji stehen.

## Veröffentlichung der Romane
Die von Shinobu Gotoh geschriebene Romanserie mit Illustrationen von Kazumi Ohya erschien von 1992 bis 2014 beim Verlag Kadokawa Shoten unter dem Imprint Kadokawa Ruby Bunko. Es erschienen 28 Romane, die jeweils eigenständige Titel haben. Von 2016 bis 2017 erschien eine Neuauflage im Format Kanzenban, die elf Bände umfasst. Dem letzten dieser Sammelbände wurde ein Hörspiel auf CD beigelegt. Darüber hinaus erschien in Japan ein Artbook mit dem Titel Illustrations of Takumi-kun Series: Anniversary.

## Manga-Adaption
Eine Umsetzung des ersten Romans als Manga erschien erstmals 1998 im Magazin Ciel, illustriert von Billy Takahashi. Dessen Verlag Kadokawa Shoten brachte die Geschichte auch als Soshite Harukaze ni Sasayaite (そして春風にささやいて), der gleiche Titel wie bei der Vorlage, in einem Sammelband heraus.
Als eine längere Serie folgte die Manga-Umsetzung der weiteren Romane unter dem Titel Takumi-kun series, nun gezeichnet von Kazumi Ohya, die auch schon die Romane illustrierte. Die ebenfalls zunächst im Magazin Ciel von 2000 bis 2008 erscheinende Serie wurde später auch in acht Sammelbänden herausgegeben. Jeder der Bände ist mit einem Zusatztitel versehen, der auf die Romanvorlage verweist. Der erste Band beginnt mit einem Prolog, der eine kurze Zusammenfassung von Soshite Harukaze ni Sasayaite wiedergibt. Dieser wurden von Januar 2007 bis Oktober 2009 in deutscher Übersetzung von Dorothea Überall beim Carlsen Verlag veröffentlicht. Eine englische Fassung erschien bei Blu, eine italienische bei Kappa Edizioni.

## Filme
Ab 2007 erschien eine Reihe von Filmen, die auf jeweils einem der Romane basieren. Während im ersten Film noch Tomo Yanagishita (Takumi) und Keisuke Katō (Gie) die Hauptrollen übernahmen, wurden diese für die weiteren vier Filme von Kyōsuke Hamao (Takumi) und Daisuke Watanabe (Gie) übernommen. Ebenso wechselte die Regie: Während für den ersten Film noch Kazuhiro Yokoyama verantwortlich war, führte bei den weiteren Kenji Yokoi Regie.
- Takumi-kun Series: Soshite Harukaze ni Sasayaite (2007)
- Takumi-kun Series: Niji-iro no Glass (2009)
- Takumi-kun Series: Bibō no Detail (2010)
- Takumi-kun Series: Pure (2010)
- Takumi-kun Series: Ano, Hareta Aozora (2011)

## Bühnenadaption
Im Dezember 2009 wurde eine Adaption des ersten Romans Soshite Harukaze ni Sasayaite als Bühnenstück aufgeführt. Eine DVD mit der Aufnahme der Vorführung erschien am 16. April 2010.

## Rezeption
Die Romanreihe war in Japan ein kommerzieller Erfolg. Bis 2007 wurden insgesamt 4 Millionen Bücher verkauft, bis 2016 waren es 5 Millionen.
Zur deutschen Veröffentlichung des Mangas schreibt die AnimaniA, die Geschichte der gefühlvoll erzählten Reihe wirke leider stellenweise konstruiert, halte „jedoch dank der sympathischen Charaktere für Shōnen-Ai-Fans durchaus unterhaltsames Lesevergnügen bereit“. An dem insgesamt ordentlichen Zeichenstil steche die feine Strichführung heraus. Besonders in den mit Wasserfarben in Pastelltönen ausgeführten Illustrationen komme der Stil gut zur Geltung. Die „männlichen Protagonisten tragen sehr zarte, fast weibliche Gesichtszüge und volle Lippen. Takumi selbst habe dazu noch riesige, strahlende Augen, die seine Gefühle direkt zum Leser transportieren“.